# Hong Kong na ZOI 2010.
Hong Kong je nastupalo na XXI. Zimskim olimpijskim igrama 2010. u Vancouveru u Kanadi. Ovo im je treći put da se natječu na ZOI. Predstavljala ih je Han Yueshuang.

## Brzo klizanje na kratkim stazama
- Han Yueshuang